# 瑟泽
瑟泽（法語：Seuzey，法語發音：[søzɛ]）是法国默兹省的一个市镇，属于科梅尔西区。

## 地理
瑟泽（48°59'12"N, 5°33'29"E）面积4.61 平方千米，位于法国大東部大區默兹省，该省份为法国西北部内陆省份，北与比利时接壤，西接马恩省和阿登省，南至上马恩省和孚日省，东临默尔特-摩泽尔省。
与瑟泽接壤的市镇（或旧市镇、城区）包括：栋皮埃尔欧布瓦、默兹河畔拉克鲁瓦、拉莫尔维尔。

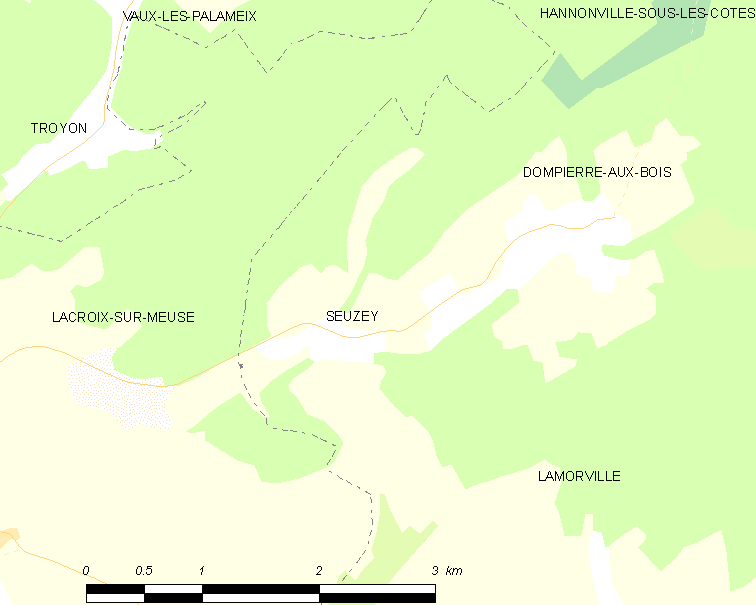
瑟泽的OSM定位图

瑟泽的时区为UTC+01:00、UTC+02:00（夏令时）。

## 行政
瑟泽的邮政编码为55300，INSEE市镇编码为55487。

## 政治
瑟泽所属的省级选区为圣米耶勒县。

## 人口

1962-2008年间瑟泽人口变化图示

瑟泽于2022年1月1日时的人口数量为85人。